# OpenTTD
OpenTTD è un videogioco gestionale open source, remake e ampliamento del titolo Transport Tycoon Deluxe del 1995, sviluppato da Chris Sawyer. Pubblicato nel 2004, il gioco è stato pensato per riprodurre fedelmente l’originale su piattaforme moderne, con molte funzioni aggiunte nel corso degli anni. Grazie alla comunità che lo mantiene vivo, OpenTTD è considerato uno dei più longevi simulatori di gestionali sui trasporti, con aggiornamenti ancora attivi dopo vent’anni.

## Sviluppo
OpenTTD nasce nel 2003, quando un gruppo di appassionati inizia a lavorare a una versione open source di Transport Tycoon Deluxe per renderlo compatibile con sistemi più recenti. La prima versione giocabile appare nel marzo 2004. Mentre l’originale restava fermo ai supporti fisici degli anni ‘90, OpenTTD diventa il modo più semplice per rivivere il gioco, senza nemmeno dover usare i vecchi file del titolo commerciale. Negli anni la comunità ha portato avanti sviluppi continui: nel 2018, con la versione 1.8, erano già stati aggiunti molti miglioramenti. Nel 2021 è arrivata la pubblicazione su Steam, portando il titolo a un pubblico molto più ampio. Nel 2023 è stata lanciata la versione 13.0 con interfaccia ridimensionabile, nuovi fiumi e miglioramenti alla qualità della vita.

## Modalità di gioco

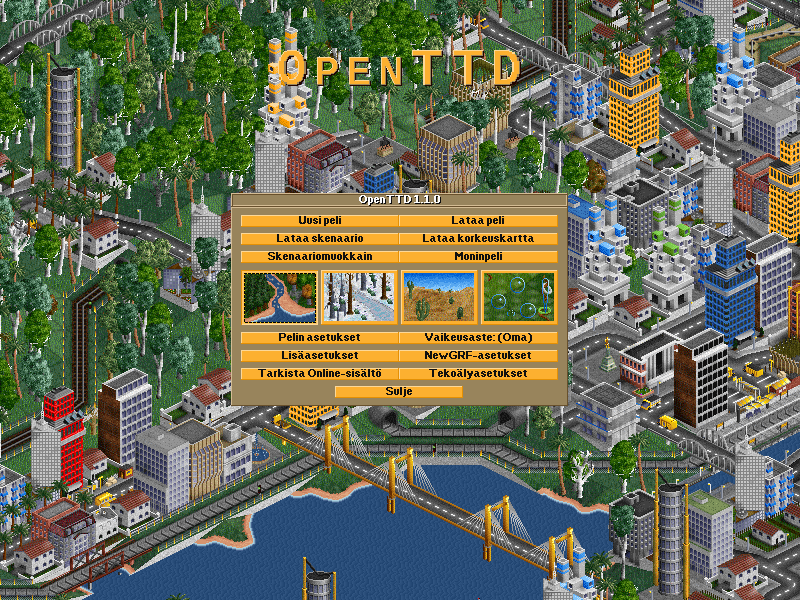
OpenTTD 1.1.0

OpenTTD è un gestionale in tempo reale in cui il giocatore controlla una azienda di trasporti, con lo scopo di costruire una rete redditizia. Le mappe vengono generate casualmente o da scenari preimpostati, popolate da città, industrie e risorse. Le attività principali sono la costruzione di ferrovie, strade, porti e aeroporti, e l’acquisto di veicoli come treni, autobus, camion, navi e aerei. Ognuno va gestito in dettaglio: tipo di carico, percorsi, fermate, riempimento minimo, persino tabella oraria (senza articolo). La parte ferroviaria è la più complessa: i treni devono rispettare il sistema di segnalamento, non possono passare su un singolo binario e obbligano a creare reti articolate, stazioni grandi e interscambi. Questa granularità porta a un livello di realismo che in certi casi riproduce linee ferroviarie reali.
Sono disponibili diversi climi (temperato, subartico, subtropicale e Toyland), ognuno con differenze estetiche e nelle regole di produzione delle risorse.
Una delle novità più importanti rispetto al titolo originale è la modalità multigiocatore, che permette partite fino a 255 persone. Le sfide possono essere cooperative, gestendo insieme un’azienda, o competitive, con rivalità dirette. Il multiplayer aggiunge anche elementi sociali, inclusi casi di sabotaggio: costruire strade per bloccare linee rivali, fermare città per ridurre i profitti o altre azioni ostili. Questa dinamica competitiva è una delle ragioni per cui OpenTTD è rimasto così attivo online.

### Urbanizzazione
- Paesi (fino a 500 abitanti)
- Città (fino a 1 000 abitanti)
- Metropoli (oltre 1 000 abitanti)

### Reti di trasporto

#### Stradali
- Autobus
- Camion per bestiame
- Camion per frumento
- Autoblindo (oro)
- Camion per legname e acciaio
- Camion per minerali
- Autocisterna (petrolio)

#### Ferroviari
- Motrici a vapore
- Motrici diesel
- Motrici elettriche
- Unità multiple

#### Vagoni
- Passeggeri
- Carro bestiame
- Carro per grano
- Vagone per minerali
- Vagone legname e acciaio
- Vagone cisterna per petrolio

#### Navali
- Nave passeggeri
- Nave cargo

#### Aerei
- Aereo passeggeri
- Aereo Cargo
- Elicotteri

### Materie prime
- Passeggeri (città)
- Posta (città)
- Bestiame (azienda agricola)
- Grano (azienda agricola)
- Legname (bosco)
- Petrolio (pozzo petrolifero)
- Carbone (miniera)
- Ferro (miniera)

### Industrie
- Fabbrica (riceve grano, bestiame e acciaio, da beni)
- Banca (riceve e da valori)
- Raffineria (riceve petrolio)
- Segheria (riceve legname, da beni)
- Centrale elettrica a carbone (riceve carbone)
- Acciaieria (riceve ferro, da acciaio)

## Caratteristiche
Rispetto a Transport Tycoon Deluxe, OpenTTD introduce molte novità:
- mappe molto più grandi;
- strumenti di costruzione come l’autocompletamento delle linee;
- supporto nativo per il multigiocatore;
- intelligenze artificiali migliorate e scaricabili;
- editor di scenari;
- browser per mod e contenuti aggiuntivi.

La grafica, basata sullo stile originale, è stata arricchita con risorse della comunità. La colonna sonora di default è originale, composta apposta per OpenTTD e sostituisce quella del gioco del 1995. OpenTTD, essendo open source, è molto personalizzabile. Ha un browser interno per scaricare mod, scenari, set di veicoli e altre risorse. Ci sono contenuti che vanno da semplici texture fino a mod che ricreano mondi immaginari, come quello di Game of Thrones. Con l’editor di scenari, i giocatori possono creare mappe originali e condividerle. Questo rende OpenTTD non solo un gioco gestionale, ma anche una piattaforma collaborativa in continua evoluzione.

## Accoglienza
OpenTTD ha ricevuto negli anni un’accoglienza molto positiva. È stato definito “uno dei migliori giochi gestionali sui trasporti”. È stato anche descritto come “coinvolgente e gioioso”. Viene apprezzato per la sua profondità, la libertà creativa e la quantità di contenuti aggiuntivi sviluppati dalla comunità. Tra i punti forti ci sono la fedeltà allo spirito originale, l’ampiezza delle possibilità di gioco, la complessità delle reti ferroviarie e il fatto di essere gratuito.
Le critiche riguardano la curva di apprendimento ripida, la mancanza di un tutorial integrato, un’interfaccia a volte scomoda e limiti tecnici derivati dal titolo del 1995. Tuttavia, il gioco resta un punto di riferimeto per gli appassionati del genere ed è aggiornato regolarmente.